# Haut-parleurs Apple
Les haut-parleurs Apple sont des produits disponibles à l'achat seuls ou fournis avec les produits Macintosh.

## Haut-parleurs autonomes

### Enceintes Bose RoomMate
En septembre 1986, Apple a vendu une édition spéciale des haut-parleurs Bose RoomMate pour l'ordinateur Apple IIGS - équipée d'une puce de synthétiseur Ensoniq intégrée avec un son stéréo en option. L'avant de chacun des haut-parleurs portait le logo "Bose" dans un rectangle noir et le logo officiel arc-en-ciel d'Apple dans un carré à côté. Les haut-parleurs correspondaient à la palette de couleurs gris platine introduite avec l'IIGS cette année-là. Les éditions ultérieures des haut-parleurs, probablement pour des problèmes juridiques liés à Apple Records, ont remplacé le logo en forme d'Apple par un carré de couleur arc-en-ciel et, finalement, toute référence Apple a été supprimée. Les haut-parleurs amplifiés n'avaient pas de bouton de volume variable ou de blindage magnétique. Il se vendaient 229,99 $ US. Bien qu'ils soient principalement destinés à l'Apple IIGS, accordé à l'esthétique de cet ordinateur et mieux adaptés à ses capacités audio avancées, les haut-parleurs étaient également disponibles pour les premiers modèles de Macintosh.

### Haut-parleurs amplifiés AppleDesign

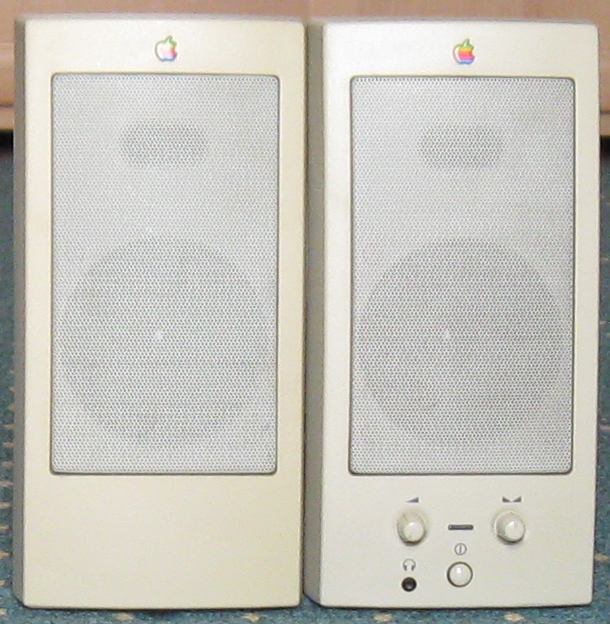
Haut-parleurs amplifiés AppleDesign (M6082)

Parallèlement au PowerCD introduit en 1993, Apple a publié deux versions de ses haut-parleurs de bureau: les haut-parleurs AppleDesign Powered (M6082) et les nouveaux AppleDesign Powered Speakers II (M2497) un an plus tard. A l'origine, les haut-parleurs étaient en gris platine pour correspondre à la gamme de bureau d'Apple, tandis que la deuxième génération était plus petite, plus courbée et était disponible à la fois en gris platine et en gris granit plus foncé, conçue pour correspondre à la gamme PowerBook et PowerCD. Les deux étaient alimentés par un adaptateur secteur et pouvaient être connectés à n'importe quelle source de sortie audio, avec deux entrées séparées pour l'ordinateur et un lecteur de CD externe. Tous deux avaient une prise casque à l'avant d'un haut-parleur ainsi que le contrôle du volume et un port de connexion de caisson de basses en option, mais que sur certains modèles.

### Haut-parleurs Twentieth Anniversary Macintosh

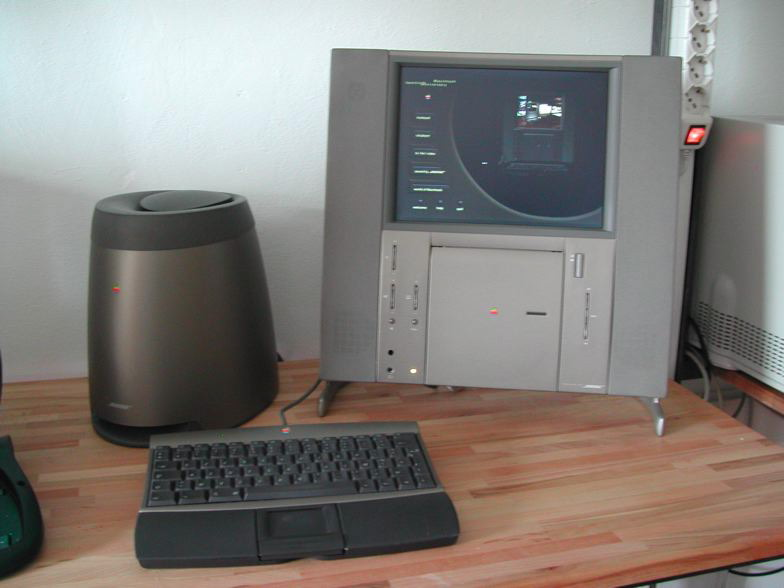
Twentieth Anniversary Macintosh

Le 20 mars 1997, Apple lance le Twentieth Anniversary Macintosh conçu par Jonathan Ive pour célébrer les 20 ans de la marque. Celui-ci dispose d'un lecteur CD-ROM monté verticalement à l'avant de l'ordinateur et d'un kit audio fabriqué sur mesure par Bose.
Le caisson de basses est séparé des deux haut-parleurs Bose Acoustimass. Le système audio comprend trois canaux d'amplification distincts, une égalisation active et un traitement avancé du signal pour contrôler le son.

### Haut-parleurs G4 Cube
Apple a équipé d'une paire de haut-parleurs transparents sphériques/globulaires Sound Stick 2.1 modèle M7963 le Power Mac G4 Cube, sorti le 19 juillet 2000. Ils utilisaient une interface USB personnalisée et travaillaient à l'origine avec les écrans de moniteur G4 Cube, Power PC et ADC/ADP. Ils fonctionnent jusqu'à OSX 10.6.4 Snow Leopard. Ils ont été conçus par Jonathan Ive et créés en partenariat avec Harman Kardon, et étaient des versions agrandies des haut-parleurs Odyssey fournis avec l'iMac G3,,.

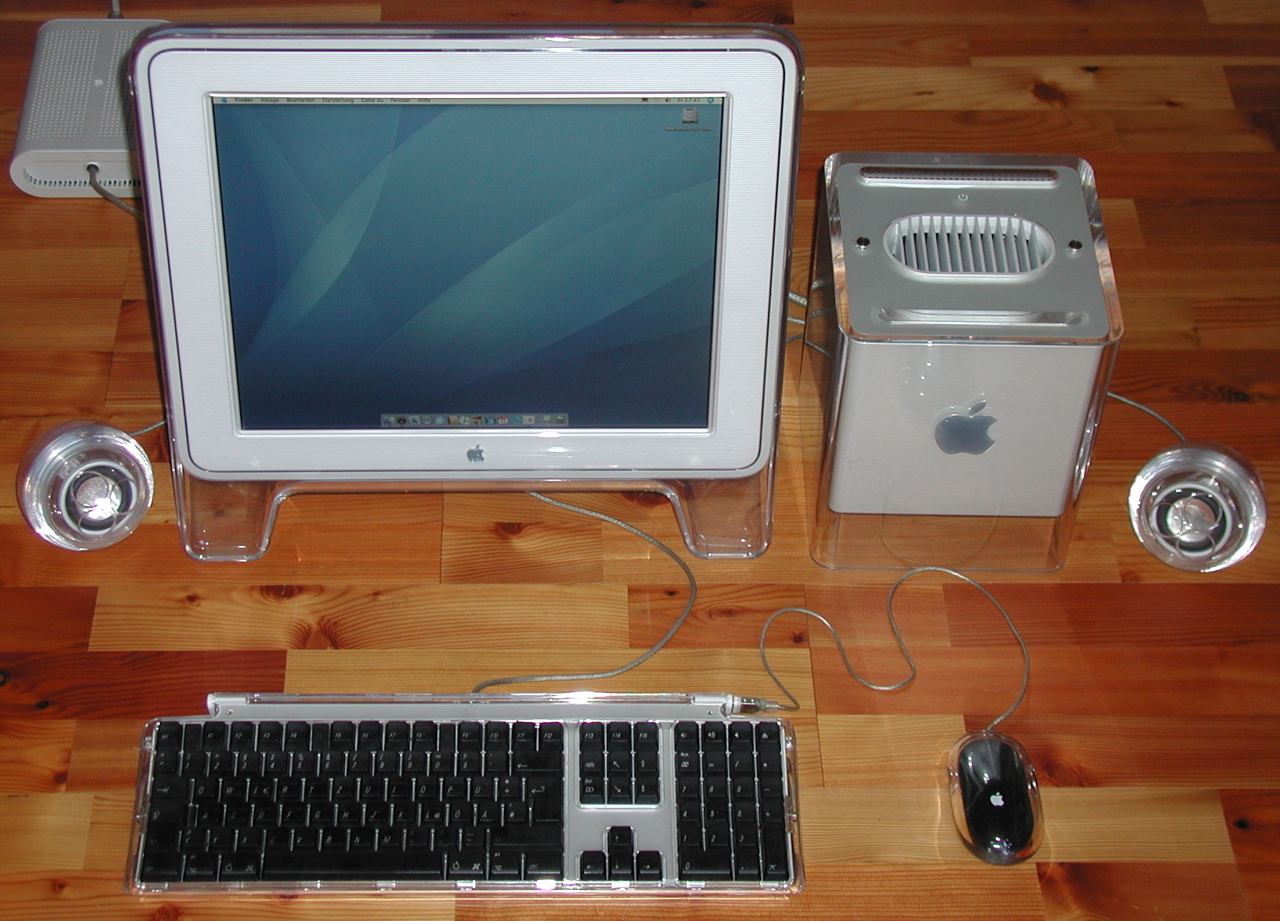
Enceintes Apple Pro associées à un Power Mac G4 Cube

Les haut-parleurs Apple Pro ont été introduits en janvier 2001 aux côtés du Power Mac G4 Digital Audio, basés sur les haut-parleurs sphériques du G4 Cube avec un nouveau système audio numérique, des grilles en plastique, des entourages en caoutchouc/silicone blanc plutôt que la mousse noire utilisée sur les haut-parleurs G4 cube. Le connecteur était un minijack propriétaire qui fournissait à la fois l'alimentation et l'audio. Ils étaient disponibles en tant qu'article indépendant pour 59 $ ou fournis avec certaines versions de l'iMac G4,.

### Harman Kardon SoundSticks et iSub

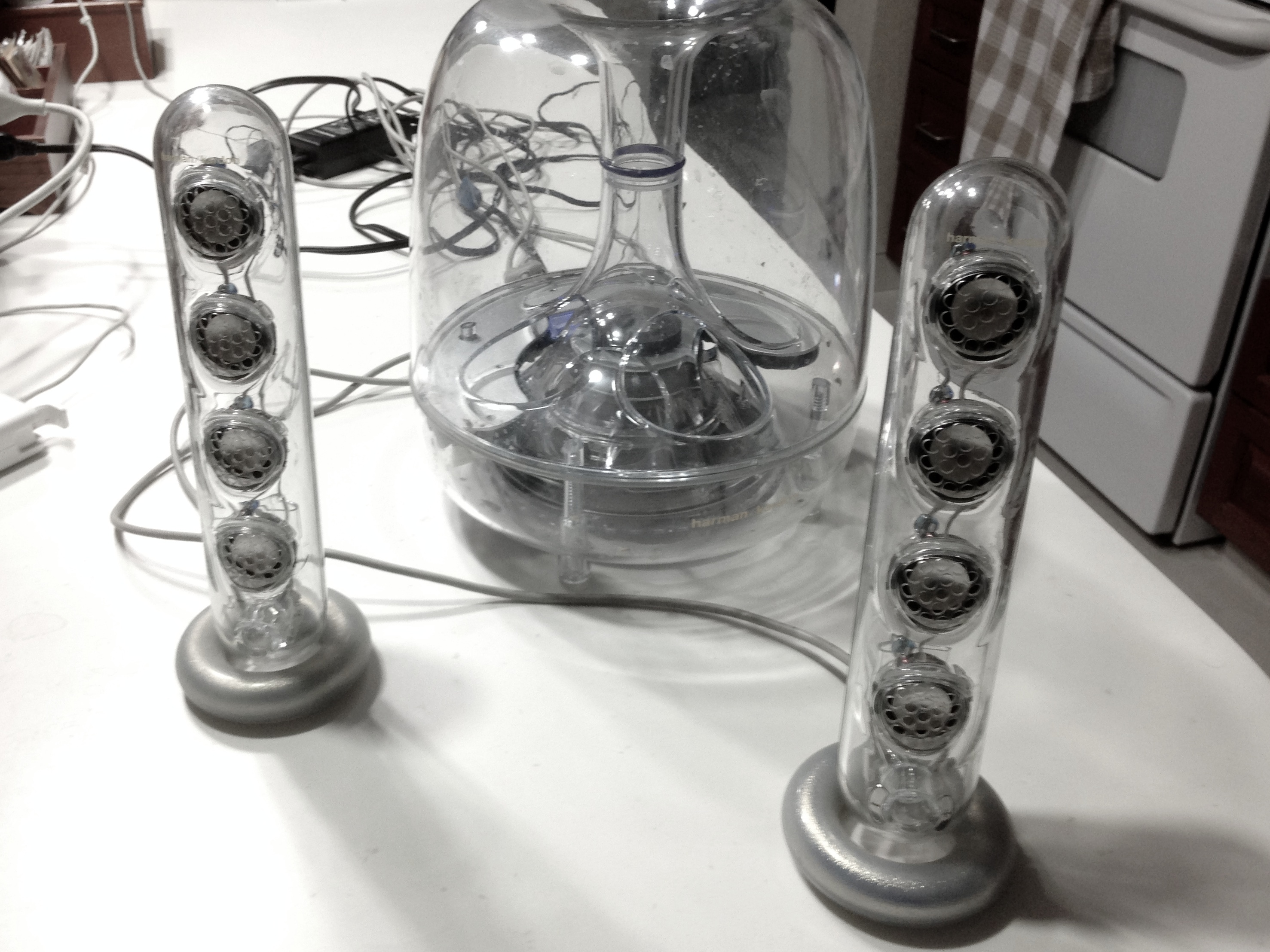
Soundsticks Harman Kardon et iSub

Apple a annoncé l'iSub en 1999, un subwoofer de 6 pouces produit en partenariat avec Harman Kardon, conçu par Jony Ive. Il utilise du plastique transparent pour correspondre à l'esthétique de l'iMac G3 et se connecte via USB.
Harman Kardon et Apple ont ensuite conçu les SoundSticks, qui ont été présentés à l'exposition Macworld 2000. Apple a dirigé la conception industrielle et l'ingénierie mécanique pour les intégrer à sa famille de produits. Ils incluent une nouvelle révision de l'iSub. Ils ont remporté un prix d'or des Industrial Design Excellence Awards et ont fait la couverture du magazine ID. SoundSticks II était une mise à niveau mineure, ajoutant des boutons de contrôle du volume capacitifs et une entrée mini-jack 3,5 mm, remplaçant l'entrée USB précédente. SoundSticks III a légèrement modifié le style en utilisant des reflets noirs et un éclairage blanc, au lieu du vert et du bleu des SoundSticks originaux et des SoundSticks II. Les SoundSticks Wireless ont introduit le Bluetooth.

### iPod Hi-Fi

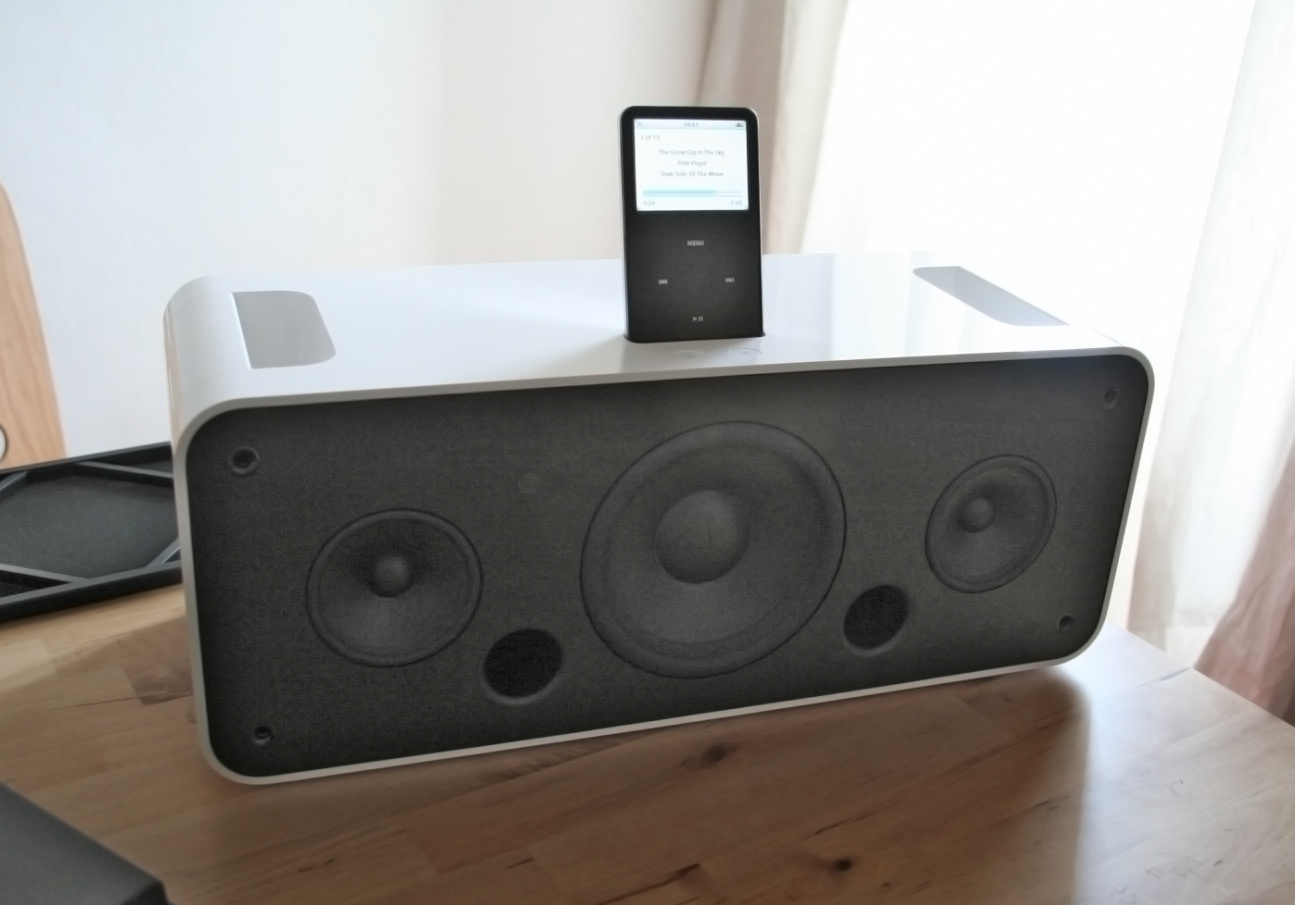
iPod Hi-Fi

iPod Hi-Fi est un système de haut-parleurs lancé le 28 février 2006, à utiliser avec n'importe quel lecteur de musique numérique iPod. L'iPod Hi-Fi vendu en Apple Store pour 349 $ US jusqu'à son arrêt le 5 septembre 2007,. L'iPod Hi-Fi a été critiqué en raison de son prix élevé, de l'absence d'une radio AM/FM, et de la fonctionnalité limitée de sa télécommande.

## Haut-parleurs intelligents

### HomePod

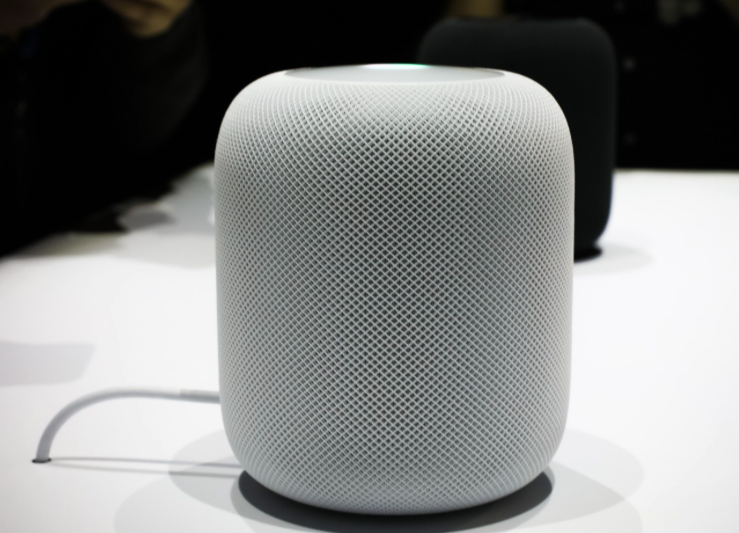
HomePod

Le haut- parleur intelligent HomePod de première génération a été annoncé le 5 juin 2017. Il était vendu en deux couleurs : blanc et gris sidéral. Il avait un petit écran tactile sur son dessus, sept tweeters dans sa base et un woofer de quatre pouces vers le haut, ainsi que six microphones utilisés pour le contrôle vocal et l'optimisation acoustique ; il prend également en charge la formation de faisceau,. Il exécute le système d'exploitation audioOS, qui est basé sur iOS. Le HomePod peut agir comme haut-parleur et comme assistant vocal Siri qui écoute la commande "Hey Siri". Le HomePod de première génération a été abandonné le 13 mars 2021. La deuxième génération a été introduite le 18 janvier 2023.

### HomePod Mini

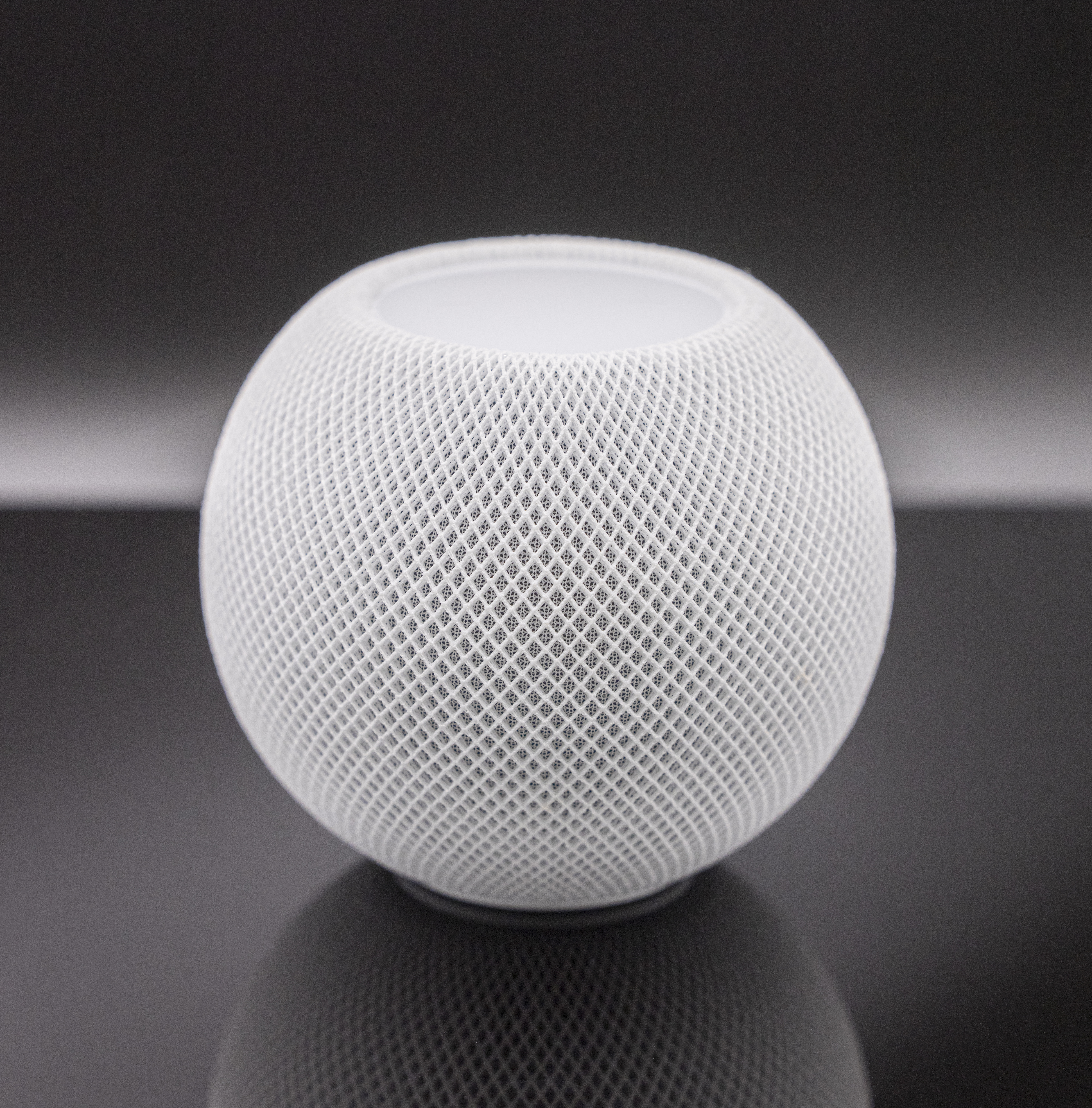
HomePod Mini

Le haut-parleur intelligent HomePod Mini est sorti le 16 novembre 2020. Il est plus petit que le HomePod, à peu près sphérique, et dispose de trois haut-parleurs et de quatre microphones,. Intercom, une nouvelle fonctionnalité sur HomePod et HomePod Mini introduite dans iOS 14.1 et iPadOS 14.1, permet aux utilisateurs d'iPhone, d'iPad et d'Apple Watch avec plusieurs HomePods et HomePod Minis de communiquer entre les pièces en utilisant leur voix. Siri reconnaît jusqu'à six voix et personnalise les réponses pour chacune.